# Flower of the Flames
Flower of the Flames è un cortometraggio muto del 1914. È il primo dei quindici episodi del serial The Trey o' Hearts diretto da Wilfred Lucas e Henry MacRae.

## Produzione
Il film fu prodotto dall'Universal Film Manufacturing Company.

## Distribuzione
Distribuito dall'Universal Film Manufacturing Company, il film - un cortometraggio in tre bobine - uscì nelle sale cinematografiche statunitensi il 4 agosto 1914.